# Eduard Barbany i Pujol
Eduard Barbany Pujol (Granollers) fou un antic jugador català d'handbol a onze i handbol a set.
Defensà els colors del BM Granollers durant els anys 40 i 50, on jugava de mig o interior. El seu germà Joan Barbany Pujol també fou jugador d'handbol.

## Palmarès
- Handbol a 11
  - 2 Campionat d'Espanya d'handbol a onze: 1955-56 i 1958-59
  - 2 Campionat de Catalunya d'handbol a onze: 1955-56 i 1958-59

- Handbol a 7
  - 6 Lligues espanyoles: 1955-56, 1956-57, 1957-58, 1958-59, 1960-61 i 1961-62
  - 1 Copa espanyola: 1957-58